# دوکوتاه‌انجام
دوکوتاه‌اَنجام (به انگلیسی: Dactyl) نوعی پایه (رکن) سه‌هجایی در شعر است. پایهٔ سه‌هجایی دوکوتاه‌انجام وزن شعر رایج در یونان و روم باستان بود. به دوکوتاه‌انجام، پایهٔ سه‌هجایی ضَرب‌آغاز هم گفته شده‌است.
در این وزن، پایه، مرکب از یک هجای بلند و سپس دو هجای کوتاه متوالی است. (به‌شیوهٔ: —{\displaystyle \smile \smile })
امروزه در شعر زبان انگلیسی، به پایه‌ای مرکب از یک هجای مؤکد و دو هجای غیرمؤکد، دوکوتاه‌انجام گفته می‌شود.

پایهٔ سه‌هجایی دوکوتاه‌انجام مانند بندهای انگشت است: یک هجای آن بلند و دو هجای پس از آن کوتاه است.

برای نمونه‌ای از وزن دوکوتاه‌انجام می‌توان به مصراع نخست شعر «اِوَنجِلین» (Evangeline) سرودهٔ هنری وادزورث لانگ‌فلو اشاره کرد که در وزن شش‌پایه‌ای دوکوتاه‌انجام سروده شده‌است:
This is the / forest prim- / eval.  The / murmuring / pines and the / hem locks,
در این مصراع، پنج پایهٔ اول دوکوتاه‌انجام‌اند و پایهٔ آخر بلندآغاز است. قسمت‌های پررنگ در سطر، نمایانگر هجاهای بلند و مؤکد، و قسمت‌های غیرپررنگ نشان‌دهندهٔ هجاهای کوتاه و غیرمؤکد هستند. خط اُریب (/) نیز مرز بین پایه‌ها را نشان می‌دهد.